# Формиаты

Структура формиата

Формиа́ты — соли и эфиры муравьиной кислоты.

## Получение
Формиаты металлов обычно получают реакцией гидроксидов, оксидов или карбонатов металлов с муравьиной кислотой.
Эфиры муравьиной кислоты получают реакцией спиртов с муравьиной кислотой. Реакция может идти как с катализатором, так и без него.

## Примеры солей
- HCOONa: формиат натрия (натрий муравьинокислый)
- HCOOK: формиат калия
- HCOONH4: формиат аммония
- (HCOO)2Ba: формиат бария

## Примеры эфиров муравьиной кислоты
- HCOOCH2CH3: этилформиат
- HCOOCH3: метилформиат (метиловый эфир муравьиной кислоты)
- C7H16O3: триэтилортоформиат (эфир ортомуравьиной кислоты)